# شیرینی سام پوسته
شیرینی سام پوسته یکی از شیرینی‌های محلی در استان گیلان است. مواد پوستهٔ این شیرینی را آرد برنج نرم، پودر قند نرم، کره نرم شده، زرده تخم مرغ و زعفران و مایهٔ وسط سام پوسته از گلاب،  مغز هل کوبیده، پودر قند نرم و مغز گردوی چرخ کرده تشکیل می‌دهد.